# Nicholas G. L. Hammond
Nicholas Geoffrey Lemprière Hammond (* 15. November 1907 in Ayr; † 24. März 2001; meist abgekürzt N. G. L. Hammond) war ein britischer Althistoriker. Er war auch ein Agent der britischen Special Operations Executive (SOE) im besetzten Griechenland während des Zweiten Weltkrieges.

## Leben und Werk
Nicholas Hammond studierte Altertumswissenschaft am Fettes College in Edinburgh und am Gonville and Caius College in Cambridge. Mit guten Examina ragte er heraus und verbrachte seine Ferien in Griechenland und Albanien, um die Topografie zu erkunden. Dabei lernte er auch Albanisch. Deshalb wurde er 1940 für die Special Operations Executive rekrutiert. Seine Einsätze schlossen viele gefährliche Sabotageaktionen in Griechenland (Kreta) und Albanien ein. Als Offizier war er 1944 im Kommando der alliierten Mission im griechischen Widerstand in Thessalien und Makedonien. Ihm wurden der Distinguished Service Order und der griechische Phönix-Orden verliehen.
Nach dem Krieg kehrte Hammond zum Clare College in Cambridge zurück. 1954 wurde er Schulleiter des Clifton College in Bristol und 1962 zum Professor für Griechisch an der University of Bristol ernannt, wo er bis zu seinem Ruhestand 1973 blieb. Zum Fellow der British Academy wurde er 1968, Ehrenmitglied des Centre des Nouvelles études de l’histoire, de la philosophie et des problèmes sociaux à Clermont-Ferrand 1988, Mitglied der American Academy of Arts and Sciences 1996.
Seine Forschung richtete sich auf die Geschichte des antiken Makedonien und Epirus, für diese Gebiete galt er als Experte. Er gab mehrere Bände der Cambridge Ancient History und die zweite Auflage des Oxford Classical Dictionary mit heraus. Bekannt sind seine Werke über Alexander den Großen. So identifizierte er die heutige Stadt Vergina bereits vor den archäologischen Entdeckungen mit der antiken makedonischen Hauptstadt Aigai.
Kurz vor seinem Tod im Jahr 2001 protestierte er noch gegen die Austragung der Olympischen Sommerspiele 2004 auf dem Schlachtfeld von Marathon.

## Schriften
- A History of Greece to 322 B.C. Clarendon Press, Oxford 1959.
- The end of Mycenaean Civilization and Dark Age: the literary tradition. Cambridge University Press, Cambridge 1962.
- Epirus. The Geography, the Ancient Remains, the History and Topography of Epirus and Adjacent Areas. Clarendon Press, Oxford 1967.
- als Herausgeber: Oxford Classical Dictionary. 2. Auflage. Clarendon Press, Oxford 1970
- A History of Macedonia
  - Band 1: Historical Geography and Prehistory. Clarendon Press, Oxford 1972, ISBN 0-19-814294-3.
  - Band 2: 550–336 B.C. Clarendon Press, Oxford 1979, ISBN 0-19-814814-3.
  - Band 3: 336–167 B.C. Clarendon Press, Oxford 1988, ISBN 0-19-814815-1.
- Studies in Greek history. Clarendon Press, Oxford 1973.
- The Classical Age of Greece. Weidenfeld Nicolson, London 1975, ISBN 0-297-76996-0.
- Migrations and invasions in Greece and Adjacent Areas. Noyes Press, Park Ridge 1976, ISBN 0-8155-5047-2.
- Alexander the Great. King, Commander, and Statesman. Noyes Press, Park Ridge 1980, ISBN 0-8155-5058-8.
- als Herausgeber: Atlas of the Greek and Roman World in Antiquity. Noyes Press, Park Ridge 1981, ISBN 0-8155-5060-X.
- Venture into Greece. With the guerrillas, 1943–44. W. Kimber, London 1983, ISBN 0-7183-0299-0.
- Three historians of Alexander the Great. The so-called vulgate authors, Diodorus, Justin and Curtius. Cambridge University Press, Cambridge 1983, ISBN 0-521-25451-5.
- The Macedonian state. Origins, institutions, and history. Clarendon Press, Oxford 1989, ISBN 0-19-814883-6.
- The miracle that was Macedonia. Sidgwick & Jackson, London 1991, ISBN 0-283-99910-1.
- The allied military mission and the resistance in West Macedonia. Institute for Balkan Studies, Thessaloniki 1993.
- Sources for Alexander the Great. An analysis of Plutarch’s „Life“ and Arrian’s „Anabasis Alexandrou“. Cambridge University Press, Cambridge 1993, ISBN 0-521-43264-2.
- Collected Studies. 4 Bände, Hakkert, Amsterdam 1993–1997, ISBN 90-256-1043-9 (Band 1, „Studies in greek literature and history, excluding Epirus and Macedonia“), ISBN 90-256-1050-1 (Band 2, „Studies concerning Epirus and Macedonia before Alexander“), ISBN 90-256-1051-X (Band 3, „Alexander and his successors in Macedonia“), ISBN 90-256-1117-6 („Further studies on various topics“).
- Philip of Macedon. Duckworth, London 1994, ISBN 0-7156-2604-3.
- The Genius of Alexander the Great. Duckworth, London 1997, ISBN 0-7156-2753-8.
  - deutsche Übersetzung: Alexander der Große: Feldherr und Staatsmann. Propyläen-Verlag, Berlin 2001, ISBN 3-549-07140-X (Taschenbuchausgabe: Ullstein, Berlin 2004, ISBN 3-548-36747-X).
- Poetics of Aristotle: Rearranged, Abridged and Translated for Better Understanding by the General Reader. Museum Tusculanum Press, Kopenhagen 2001, ISBN 87-7289-683-3.